# Kim Poong-joo
Kim Poong-joo (* 1. Oktober 1964) ist ein ehemaliger südkoreanischer Fußballtorhüter und späterer -trainer.

## Karriere

### Spieler

#### Klub
Nach seiner Universitätszeit wechselte er im Sommer 1982 in den Kader des gerade neu gegründeten Daewoo FC, mit dem er an der ersten Saison 1983 der K League teilnahm. Hier stand er bis zum Sommer 1996 im Kader, wonach er dann seine Karriere beendete.

#### Nationalmannschaft
Sein erstes bekanntes Spiel für die südkoreanische Nationalmannschaft bestritt er am 19. Juni 1988 bei einem 4:0-Freundschaftsspielsieg über Sambia. Danach hütete er in der Qualifikation für die Weltmeisterschaft 1990 und weiteren Freundschaftsspielen das Tor. Er wurde dann auch für den Kader der Mannschaft bei der Weltmeisterschaft 1990 nominiert, kam aber wie Jeong Gi-dong hinter dem Stammtorhüter Choi In-young zu keinerlei Einsätzen bei dem Turnier. Danach folgten für ihn noch im Oktober 1990 sowie im Juli 1991 jeweils ein Freundschaftsspiel, wo er Einsatzzeit bekam. Nach diesen Einsätzen endete dann seine Laufbahn in der Nationalmannschaft.
Er war auch Teil der Mannschaft bei den Olympischen Spielen 1988 in Seoul.

### Trainer
Nach dem Ende seiner Karriere als Spieler verblieb er noch zwei Jahre bei seinem Klub, um hier als Torwarttrainer zu arbeiten. Danach agierte er bei einer Schulmannschaft, der südkoreanischen U20, Ulsan Hyundai und der südkoreanischen A-Nationalmannschaft sowie dem Icheon Daekyo WFC auf derselben Position.